# Geai vert
Cyanocorax yncas
Espèce
Statut de conservation UICN

 LC  : Préoccupation mineure
Le Geai vert (Cyanocorax yncas) est une espèce américaine de passereau de la famille des Corvidae.

## Description
Cette espèce présente une taille assez petite. Son plumage est vert jaunâtre ou vert pâle. La principale caractéristique est constituée par les rectrices externes jaunes bien visibles en vol.

## Habitat
Le Geai vert se trouve uniquement sur le continent américain, dans deux zones distinctes : entre le Honduras et le Sud du Texas et la partie nord de la cordillère des Andes.
Il niche principalement dans les forêts.

## Longévité
Il peut vivre jusqu'à 25 ans.

## Régime alimentaire
Les geais verts sont omnivores et mangent principalement des invertébrés (coléoptères, vers de terre, sauterelles), des œufs de lézards, des fruits (glands et les fruits des palmiers nains) et des graines et probablement de petits oiseaux.

## Source
Madge S. & Burn H. : Corbeaux et Geais. Guide des Corbeaux, Geais et Pies du monde entier. Vigot, Paris, 1996, 184 p.